# Castiglione dei Pepoli
Castiglione dei Pepoli est une commune italienne de la ville métropolitaine de Bologne, dans la région Émilie-Romagne.

## Administration
| Période                                  | Période | Identité | Étiquette | Qualité |
| ---------------------------------------- | ------- | -------- | --------- | ------- |
|                                          |         |          |           |         |
| Les données manquantes sont à compléter. |         |          |           |         |

### Hameaux
Baragazza, Ca' di Landino, Creda, Lagaro, Rasora, Roncobilaccio, San Giacomo, Sparvo, Spianamento, Monte Baducco, Valli

### Communes limitrophes
Barberino di Mugello, Camugnano, Firenzuola, Grizzana Morandi, San Benedetto Val di Sambro, Vernio

## Personnalités liées à la commune
- Cesare Luccarini membre FTP-MOI du groupe Manouchian y est né[2],[3]